# Dorfkirche Saalborn

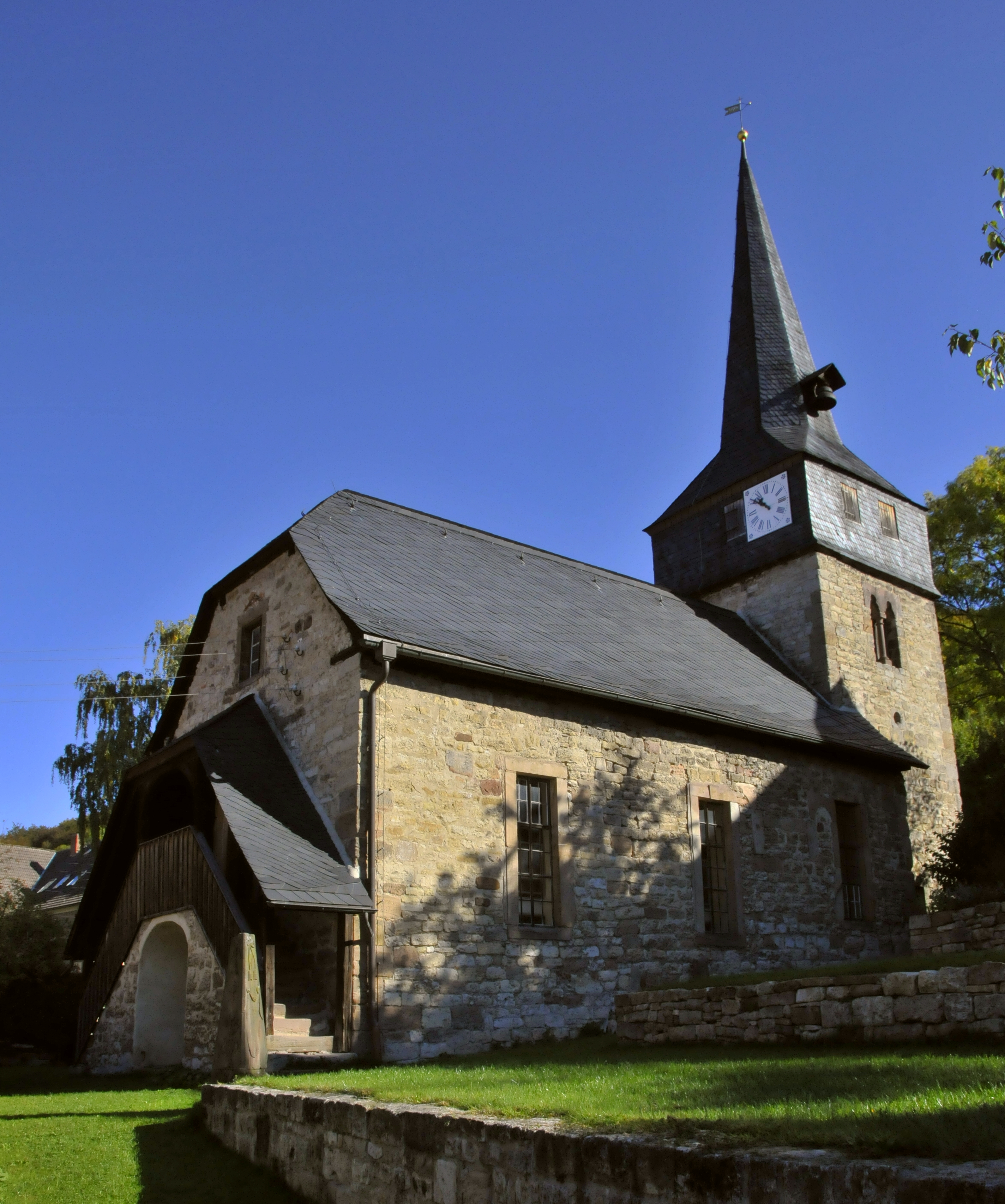
Die Kirche

Die Dorfkirche Saalborn im Ortsteil Saalborn der Stadt Blankenhain im Landkreis Weimarer Land in Thüringen befindet sich im nördlichen Teil des Dorfes.

## Geschichte
Die evangelische Kirche aus dem 12. Jahrhundert wird seit einigen Jahrzehnten renoviert. Die romanische Apsis wurde in der Vergangenheit entfernt. Von den in der Barockzeit eingefügten zwei Emporen wurde im Zuge der Renovierung eine entfernt, was die Akustik im Saal grundlegend verbesserte.
Die 1834 von Christian Gerhard geschaffene Orgel wurde zur Restaurierung entfernt und 2011–2013 von Orgelbaumeister Schönfeld aus Stadtilm restauriert und 28. September 2013 wieder eingeweiht. Sie besitzt zwölf Register, verteilt auf zwei Manuale und Pedal.
Bei den Vorbereitungsarbeiten zur Renovierung fand man ein verstecktes Vortragekreuz aus dem Jahr 1160.